# Banca en la sombra
La banca en la sombra o sistema bancario en la sombra (en inglés, shadow banking system) es el conjunto de entidades financieras, infraestructura y prácticas que sustentan operaciones financieras que ocurren fuera del alcance de las entidades de regulación nacionales. Incluye entidades como hedge funds, fondos del mercado de capitales y vehículos de inversión estructurados (SIV por sus siglas en inglés). El término fue por primera vez introducido por el economista e inversor Paul McCulley en 2007. Paul definió el sistema de la banca en la sombra en un discurso suyo en un Simposio Económico en Jackson Hole como “the whole alphabet soup of levered up non-bank investment conduits, vehicles and structures”.

## Crecimiento de la «banca en la sombra»
A raíz de la crisis económica de 2008-2014 los bancos han reducido notablemente el crédito a las empresas, lo que las ha obligado a buscar otros canales para financiarse —en Estados Unidos la banca en 2014 ya solamente proporcionaba el 50% de los créditos y préstamos empresariales—. Así es como se ha producido el crecimiento de la «banca en la sombra», también llamada «banca alternativa». Como ha señalado un profesor español del Instituto de Estudios Bursátiles, «los mercados de capitales y la banca en la sombra —o shadow banking— se han convertido en los nuevos canales de financiación para las empresas que no pueden acceder al crédito bancario tradicional». Según otro profesor de este mismo instituto, en el sector del shadow banking se incluyen entidades «como las socimis en el mercado inmobiliario, los business angels, el crowdfunding, los fondos de capital riesgo, los fondos cerrados que están levantando firmas (como Renta 4 o N+1) para que las pymes accedan al capital, o incluso a los hedge funds».

### El papel de los bancos de inversión
Los bancos de inversión pueden llegar a realizar buena parte de su negocio en el sistema bancario en la sombra (SBS), pero la mayor parte no son instituciones del SBS en sí mismos. Las principales actividades de la banca de inversión está sujeta a regulación y seguimiento por parte de los bancos centrales y otras entidades gubernamentales, pero se ha convertido en práctica común para los bancos de inversión llevar a cabo buena parte de sus transacciones a través de cauces que no aparecen en sus estados contables convencionales por lo que no son visibles para los reguladores u otros inversores no sofisticados. Por ejemplo, con anterioridad a la crisis financiera de 2008-2012, los bancos de inversión financiaban hipotecas a través de la titulización fuera de balance y se cubrían del riesgo mediante permutas de incumplimiento crediticio que tampoco quedaban reflejadas en sus balances.

## Volumen de actividad
El volumen de transacciones del sistema bancario en la sombra creció drásticamente tras el año 2000. Hacia 2007, el tamaño del SBS en EE. UU. excedía de 10 billones de dólares y para finales de 2011 se había incrementado hasta los 24 billones de acuerdo al Financial Stability Board. Globalmente, un estudio de los 11 mayores sistemas bancarios en la sombra encontró que sumaban en total 50 billones de dólares en 2007, cayendo hasta 47 billones en 2008 pero alcanzando hacia finales de 2011 los 51 billones, justo por encima de su estimación previa a la crisis. En conjunto, el SBS mundial totalizaba alrededor de 60 billones de dólares hacia finales de 2011.
En 2014 la banca en la sombra en Estados Unidos suponía 71 billones de dólares y sus activos representaban el 24% de todos los activos financieros. Asimismo en ese año se constataba el fuerte crecimiento del shadow banking en países como China, Argentina, India o Sudáfrica. En el caso de España, existía preocupación entre los bancos agrupados en la AEB por el crecimiento de este sector, alertando de la necesidad de «delimitar bien sus riesgos futuros», pero, como señalaba una periodista del diario La Vanguardia, algunos de estos grandes bancos «mantienen alianzas con entidades de banca en la sombra a las que redirigir algunos de sus clientes en el caso de que los créditos que solicitan no puedan concederlos en solitario».